# Il libro delle cose perdute
Il libro delle cose perdute (The Book of Lost Things) è un romanzo di genere fantastico del 2006 dello scrittore irlandese John Connolly. Alternando toni drammatici, umoristici e horror narra la vita e le avventure di un ragazzino, David, nell'Inghilterra del XX secolo e in un mondo al confine tra realtà e fantasia da lui denominato "Altrove".

## Titolo
Il "libro" che dà il titolo al romanzo è un oggetto tanto reale quanto metaforico. All'interno della narrazione compare un Libro delle cose perdute che è un vero volume e che appartiene al re: si dice contenga la risposta a tutte le domande, e molte magie; tuttavia dalla narrazione stessa si evince che il Libro delle cose perdute va a simboleggiare anche tutto ciò che nel corso della vita si smarrisce per fatalità, paura, scelte sbagliate, ma che forse alla fine può essere recuperato.

## Incipit
Once upon a time—for that is how all stories should begin—there was a boy who lost his mother.

He had, in truth, been losing her for a very long time. The disease that was killing her was a creeping, cowardly thing, a sickness that ate away at her from the inside, slowly consuming the light within, so that her eyes grew a little less bright with each passing day and her skin a little more pale.»
e di tutto ciò che fu perduto".
C'era una volta - perché è così che tutte le storie dovrebbero iniziare - un bambino che perse sua madre.
In verità, la stava perdendo da molto tempo. Il male che la stava uccidendo era una cosa strisciante e vigliacca, una malattia che la divorava da dentro, consumandone lentamente la luce interiore cosicché i suoi occhi diventavano ogni giorno meno luminosi e la sua pelle più pallida.»
(Traduzione dall'inglese di Stefano Bortolussi)

## Trama
David ha solo dodici anni quando sua madre muore a causa di un male incurabile; attorno a lui ci sono un mondo in guerra e una realtà fatta di cose belle o brutte che non sempre capisce a fondo, ma è proprio la perdita della persona amata, con il senso di vuoto che si è lasciata dietro, a riempire tutto il suo orizzonte. La situazione non migliora quando il padre decide di risposarsi e la sua nuova moglie Rose dà alla luce un altro bambino, il piccolo Georgie.
Per ragioni di comodità e per sfuggire ai bombardamenti su Londra tutti quanti si trasferiscono in campagna, nella vecchia dimora che da generazioni appartiene alla famiglia di Rose. A David, che ama molto la lettura, viene riservata una stanza piena di libri di vario genere, alcuni antichi, altri più moderni. Il bambino però non è felice, continua a provare dolore per la perdita subita e rabbia per i cambiamenti che gli sono stati imposti; i libri costituiscono la sua unica consolazione, ma il padre è spesso assente, il neonato è fastidioso e i rapporti con Rose diventano pessimi.
Contemporaneamente David si accorge che nel suo mondo si stanno insinuando cose strane: i libri bisbigliano in sottofondo, qua e là compaiono ombre sospette e le radici dei rampicanti fuori dalla finestra sembrano intenzionate ad invadere la sua camera.
Una notte, quasi in coincidenza con la caduta di un bombardiere tedesco abbattuto, David trova in un angolo del giardino l'accesso ad un altro mondo che in seguito - e in mancanza di un nome vero e proprio - chiamerà Altrove.
Nella foresta in mezzo alla quale è sbucato incontra un Boscaiolo che gli spiega come quel luogo, un regno cupo e decadente, sia pieno di pericoli: l'atmosfera sembra immersa in un eterno crepuscolo, ovunque si annidano creature insidiose e la minaccia più grave è costituita da branchi di lupi e di loup (ovvero ibridi tra uomini e lupi) guidati dal crudele Leroi, che mira a deporre il debole re per prenderne il posto sul trono.
Per David tuttavia il re rappresenta la migliore speranza di ritrovare la via di casa: si dice che egli possieda un Libro contenente le risposte ad ogni quesito e sarà forse in grado di aiutarlo a tornare indietro.
David si avvia dunque sulla lunga strada bianca che porta al castello del re; prima di giungere alla meta fa però molti incontri, vive numerose avventure e giorno dopo giorno inizia a lasciarsi dietro i cattivi sentimenti che lo avevano fatto soffrire, scoprendosi invece in possesso di nuove e inattese qualità: coraggio, pazienza, capacità di comprensione e di riflessione, lealtà, tenacia, un certo grado di durezza ma anche pietà.
Arrivato al castello David scopre che purtroppo il re non è in grado di aiutare nessuno, forse nemmeno se stesso: è solo un vecchio stanco, oppresso dagli errori del passato, ed anche il Libro è cosa ben diversa da ciò che si favoleggiava. Intanto i lupi, che hanno sempre inseguito David a distanza, pongono l'assedio al castello, e ad un certo punto riescono ad entrare con uno stratagemma.
La battaglia è breve ma sanguinosa e causa la morte di molti, tra cui lo stesso sovrano; alla fine però i lupi vengono sconfitti. Anche David rischia seriamente la propria vita poi, posto di fronte alla possibilità di diventare il nuovo re, la rifiuta perché accettarla avrebbe significato perdere la propria anima e tradire il fratellino lontano per il quale prova ormai affetto e una certa nostalgia.
Ricongiuntosi con il Boscaiolo, David infine riesce a ritrovare la via del ritorno: Rose e la sua nuova famiglia lo attendono con ansia, e con loro condividerà le normali gioie e i normali dolori della vita futura.

### Particolarità narrativa
Il regno di Altrove dipende in larga parte - benché non esclusivamente - dalle conoscenze e dall'immaginazione di David: il ragazzino quindi vi trova numerosi elementi che in qualche modo derivano dalle sue letture. A volte si tratta di elementi incongrui, come il carro armato della prima guerra mondiale abbandonato in un campo; a volte si tratta di elementi più sostanziosi: ad esempio Altrove ha la struttura di un regno perché a lui "re, regine e cavalieri erano sempre interessati".
Ugualmente creature fantastiche come i Troll, i Centauri o le Arpie trovano origine nei suoi libri di mitologia.
L'elemento più diffuso è però rappresentato dalle fiabe, citate in gran numero anche se spesso con variazioni e stravolgimenti rispetto alle versioni originali o maggiormente conosciute: tra le più importanti si possono ricordare Cappuccetto Rosso, Biancaneve e i sette nani, Riccioli d'oro e i tre orsi, Hänsel e Gretel, La piccola guardiana d'oche, Tremotino.
Altro riferimento indiretto, ma ugualmente abbastanza esplicito, viene fatto a Childe Roland alla Torre Nera giunse, poesia di Robert Browning sulla quale David aveva meditato a lungo.

## Personaggi
- David. All'inizio della sua avventura è un bambino di circa dodici anni ed è in preda a rabbia, paura, gelosia e dolore: tutti i cattivi sentimenti causati dalla perdita dell'amata madre e dal secondo matrimonio del padre. Il viaggio ad Altrove lo rende più maturo, coraggioso e consapevole: un uomo che sarà poi in grado di affrontare, nel bene e nel male, tutto il resto della propria vita.
- La madre di David. Il personaggio, concentrato appunto nel ruolo materno, non ha un nome. La donna era bella e gentile, una lettrice intelligente e accanita che ha trasmesso al figlio la propria passione; muore giovane a causa di un male incurabile. Alyson, la donna che David sposa da adulto, fisicamente le somiglia molto.
- Il padre di David. Anche questo personaggio non ha un nome. L'uomo è buono e gentile, ma anche molto concentrato sul proprio lavoro e sulle proprie abitudini. È un matematico e durante la guerra lavora per il Servizi Segreti nel ramo codici e decrittazioni.
- Rose. È l'amministratrice dell'ospedale in cui la mamma di David muore. Terminato il periodo di lutto, il padre di David la sposa e ha da lei il suo secondogenito, Georgie. Nei confronti di David la donna è sinceramente benintenzionata, ma il suo rapporto con il figliastro rimane comunque difficile.
- Dottor Moberley. È lo psichiatra presso il quale David viene messo in terapia quando gli squilibri provocati dalla perdita della madre iniziano a diventare davvero evidenti. Al dottore, in ogni caso, David riesce a tenere nascoste molte cose.
- Il Boscaiolo. È la prima persona che David incontra ad Altrove: è lui a descrivergli lo strano mondo nel quale è arrivato e a metterlo in guardia contro i lupi e gli altri pericoli in agguato.
- Leroi. È un loup, ovvero un ibrido uomo-lupo, fiero della sua intelligenza superiore, della sua capacità di dominare l'istinto e di parlare. Tende a camminare sugli arti inferiori come un uomo e indossa abiti vistosi; rimane comunque una creatura sanguinaria e crudele. Il suo più grande desiderio è quello di conquistare il trono per diventare il nuovo re.
- Rolando. Lui si definisce un semplice soldato, ma persino David capisce che è qualcosa di più: Rolando è un cavaliere errante, un condottiero ed un principe ripudiato dal padre che non approvava il suo stile di vita. È coraggioso e altruista ma vuole evitare di gettare inutilmente la propria vita; la missione che si è dato non ha un valore mistico e superiore, è piuttosto qualcosa di molto personale: la ricerca dell'amato Raphael, perdutosi dopo aver intrapreso una difficile impresa. Con David, che per un po' gli fa da scudiero, instaura un saldo rapporto di stima e di amicizia, e assieme a lui combatte la pericolosa Bestia che minaccia campagna e villaggi.
- La Cacciatrice. È una donna alta, dai lunghi capelli striati di grigio; vive in una capanna in mezzo alla foresta. Molto fiera della sua abilità, è costantemente alla ricerca di prede stimolanti: quando non ne ha più trovate, ha iniziato a crearsele per mezzo di ardite operazioni chirurgiche, al confine tra scienza e magia. Anche David rischia di diventare uno dei suoi trofei, ma per fortuna riesce a rivolgerle contro la sua stessa crudeltà.
- Il re. È lui che governa ad Altrove, ma ormai è vecchio e stanco: il suo potere si sta indebolendo e il regno ne paga le conseguenze. David finirà per scoprire che tutti i re le regine di Altrove in realtà provengono dal suo stesso mondo: il vecchio re da lui incontrato altri non è se non Jonathan Tulvey, un prozio di Rose scomparso da casa all'età di quattordici anni.
- L'Uomo Storto. È così che David definisce un'entità all'inizio soltanto intravista, una figura deforme e minacciosa. L'Uomo Storto è più antico dell'umanità ed appartiene ad Altrove ma può comparire, tra le ombre e i sogni, anche nel mondo reale. È un burlone ed un malvagio, gli piace corrompere ed esercitare il proprio potere sfruttando le debolezze delle sue vittime. Il vero governo di Altrove è nelle sue mani. Sostanzialmente è l'incarnazione del Male e della Tentazione.

## Cronologia
La prima parte del romanzo si svolge nel mondo reale, nell'Inghilterra della seconda guerra mondiale che si prepara a fronteggiare i bombardamenti nazisti e una possibile invasione. Il funerale della madre di David ha luogo nel gennaio del 1939, poi la narrazione prosegue lungo la gravidanza di Rose; David trova la via per Altrove a fine estate del 1940, poco prima dell'inizio della scuola.
Il viaggio ad Altrove dura alcuni giorni ma la cronologia è indefinita e il tempo sembra non corrispondere a quello reale: a metà narrazione nel regno nevica abbondantemente ed è dunque già pieno inverno.
L'ultima parte del romanzo copre il resto della vita del protagonista dopo il ritorno da Altrove: poiché David muore anziano e malandato in salute, si può ipotizzare che l'epilogo della sua storia si collochi alla fine del Novecento, o più probabilmente all'inizio del XXI secolo.

## Edizioni

### Edizione originale
- John Connolly, The Book of Lost Things, Hodder & Stoughton, London, 2006

### Edizioni italiane
- John Connolly, Il libro delle cose perdute, traduzione di Stefano Bortolussi, Rizzoli, 2008, pp. 360 - ISBN 978-88-17-02475-4

### Altre edizioni
- John Connolly, The Book of Lost Things, Atria Books, New York, 2006
- John Connolly, The Book of Lost Things, Hodder & Stoughton, London, 2006
- John Connolly, The Book of Lost Things, Limited Edition with the illustrations by Anne M.Anderson, Hodder & Stoughton, London, 2007[4]
- John Connolly, The Book of Lost Things, Paperback, Washington Square Press, 2007
- John Connolly, The Book of Lost Things, Hodder Paperbacks, 2007
- John Connolly, The Book of Lost Things, Simon & Schuster, 2007
- John Connolly, The Book of Lost Things - 10th Anniversary Edition (con illustrazioni di Anne M. Anderson, una nuova prefazione dell'autore e due storie inedite appartenenti all'universo dell'originale), Edel Torr Editions, 2016
- John Connolly, The Book of Lost Things - 10th Anniversary Edition (paperback edition), Hodder & Stoughton, 2017

### Edizioni audio
- John Connolly, The Book of Lost Things (Audiobook). Formato: CD; versione integrale. Lingua: inglese; lettore Nick Rawlinson. Recorded Books, 2006
- John Connolly, The Book of Lost Things (Audiobook). Formato: CD; versione integrale. Lingua: inglese; lettore: Nick Rawlinson. ISIS Publishing, 2007
- John Connolly, The Book of Lost Things (Audiobook). Formato: 11 CD, pari a 12h e 30', versione integrale. Lingua: inglese; lettore: Steven Crossley. Barnes & Noble (USA), 2007
- John Connolly, The Book of Lost Things (Audiobook). Formato: audiocassetta. Lingua: inglese; Lettore: Nick Rawlinson. 2007

### Edizioni multimediali
- John Connolly, The Book of Lost Things. Formato: Kindle Edition. Atria Publisher, New York, 2006
- John Connolly, The Book of Lost Things. Formato: Kindle Edition. Hodder & Stoughton, London, 2007
- John Connolly, The Book of Lost Things. Formato: NOOKbook (e-book), 2007